# Сельское поселение «Деревня Сугоново»
Сельское поселение «Деревня Сугоново» — муниципальное образование в составе Ферзиковского района Калужской области России.
Центр — деревня Сугоново.

## История
Границы и статус сельского поселения «Деревня Сугоново» установлены Законом Калужской области № 7-ОЗ от 28 декабря 2004 года «Об установлении границ муниципальных образований, расположенных на территории административно-территориальных единиц „Бабынинский район“, „Боровский район“, „Дзержинский район“, „Жиздринский район“, „Жуковский район“, „Износковский район“, „Козельский район“, „Малоярославецкий район“, „Мосальский район“, „Ферзиковский район“, „Хвастовичский район“, „Город Калуга“, „Город Обнинск“, и наделением их статусом городского поселения, сельского поселения, городского округа, муниципального района».

## Состав
В поселение входят 13 населённых мест:
- деревня Сугоново
- деревня Алексеевка
- поселок Алексеевский
- деревня Анашково
- деревня Горчаково
- деревня Губино
- село Желовижи
- деревня Желяково
- деревня Искра
- деревня Каменка
- деревня Соболево
- деревня Степановка
- деревня Чкалово

## Население
| 2010 | 2012 | 2013 | 2014 | 2015 | 2016 | 2017 |
| ---- | ---- | ---- | ---- | ---- | ---- | ---- |
| 402  | ↗407 | ↗412 | ↗422 | ↘403 | ↘386 | ↘385 |
| 2018 | 2019 | 2020 | 2021 |      |      |      |
| ↗388 | ↗396 | ↘388 | ↘385 |      |      |      |

Население сельского поселения составляет 402 человек.